# Bloody Mary (South Park)
Pour les articles homonymes, voir Bloody Mary (homonymie).
Bloody Mary ou Marie la sanglante (Bloody Mary en version originale) est le quatorzième et dernier épisode de la neuvième saison de la série animée South Park, ainsi que le 139e épisode de l'émission.

## Synopsis
Le père de Stan est alcoolique. Il va aux Alcooliques anonymes où on lui explique qu'il a une maladie et qu'il n'y peut rien, si ce n'est s'y perdre en reproches et se sentir coupable.

## Controverse
Cet épisode fut diffusé le 7 décembre 2005, lors de la période de célébration de l'immaculée conception, une fête directement liée à la Vierge Marie. De ce fait, la Catholic League for Religious and Civil Rights l'a condamné, surtout à cause de la représentation de la Vierge Marie saignant qui y apparaît. Ils ont donc demandé à la production en excuse à l'Église catholique romaine que l'épisode soit supprimé définitivement et non disponible sur les DVDs.